# Organic Armchair
La Organic Armchair (in italiano: Poltrona organica) fu progettata da Charles Eames e Eero Saarinen in occasione di un concorso bandito il 1º ottobre 1940 dal Department of Industrial Design del Museum of Modern Art di New York con lo scopo di migliorare il livello degli arredi domestici di vasti strati della popolazione. Il tema del concorso era Organic Design in Home Furnishing. Tra i membri della giuria vi erano anche Marcel Breuer e Alvar Aalto..

## Descrizione
La Organic Chair è una piccola sedia di lettura, che fu progettata nel 1940. Dal punto di vista formale era in anticipo sui tempi, una delle dirette conseguenza fu che, a causa della mancanza di tecniche di produzione, in un primo momento non era andata in produzione di serie. Solo dal 1950 è stato possibile produrre grandi quantità dei sedili dalla forma organica (a forma di conchiglia) e commercializzarli.